# Frits Zernike
Frits Zernike (født 16. juli 1888, død 10. marts 1966) var en hollandsk fysiker, der modtog nobelprisen i fysik i 1953 for sin opfindelse af fasekontrast-mikroskopi.